# Neobuxbaumia macrocephala
Neobuxbaumia macrocephala là một loài thực vật có hoa trong họ Cactaceae. Loài này được (F.A.C. Weber ex K. Schum.) E.Y. Dawson mô tả khoa học đầu tiên năm 1952.